# 国立市主婦殺害事件
国立市主婦殺害事件（くにたちししゅふさつがいじけん）は、1992年（平成4年）10月20日に東京都国立市東三丁目で発生した強盗強姦・強盗殺人・窃盗事件。
「国立の主婦殺し」事件、国立市主婦殺し事件と呼称される場合もある。

## 概要
加害者の男Oは事件前に塗装工事で出入りしたことがある家に上がり込み、1人で留守番していた主婦（当時35歳）を強姦した上で金品を奪うことを計画。同宅に上がりこんで被害者の主婦を脅迫・強姦した上、予め用意していた千枚通し・牛刀で口封じのために被害者を刺殺し、現金約31,000円を奪った。
被告人の男Oは1995年（平成7年）に東京地方裁判所八王子支部で死刑判決を言い渡されたが、東京高等裁判所へ控訴したところ、1997年（平成9年）に無期懲役判決を言い渡された。同判決を不服とした東京高等検察庁は、「本事件は最高裁判所が1983年（昭和58年）7月に示した死刑適用基準（永山基準）に照らし、極刑がやむを得ない事案である」として、量刑不当および判例違反を理由に最高裁へ上告。死刑を求刑していた検察側が量刑不当を理由に最高裁へ上告した事例は当時4件目で、殺人前科のない被告人による被害者1人の殺人事件としては初めてだった。
これを受け、最高裁第二小法廷（福田博裁判長）は1999年（平成11年）10月に口頭弁論を開いた。本事件と同時期には、同様に検察が死刑適用を求めて上告していた5つの事件（福山市独居老婦人殺害事件など）が最高裁に係属していたため、これら5事件に対する最高裁の判断が法曹関係者から注目されていたが、同小法廷は同年11月に原判決を支持し、検察の上告を棄却する判決を言い渡したため、被告人Oの無期懲役が確定した。同小法廷は判決理由で、本事件について死刑を回避した理由として「本件は殺人の計画性が低く、被告人には他人の殺害や重大な傷害を目的とした前科・余罪もない」と指摘し、「原判決を破棄しなければ著しく正義に反するとまでは認められない」と結論づけた一方、「殺害された被害者が1名の事案でも、『永山基準』に照らして極刑がやむを得ないと認められる場合があることはいうまでもない」と判示した。

## 事件の経緯

### 加害者O
被告人O・T（逮捕当時はT姓 / 36歳・塗装工）は北海道上川郡和寒町で農家の11人兄弟姉妹（男8人・女3人）の七男として出生したが、小学2年生のころに父親が脳溢血で倒れ、中学校に入学するころには母親も心臓病などに冒された。このため、O家は経済的に貧しく、O自身も家業の養豚の手伝いなどのため、学校を欠席することが多く、成績も振るわなかった。また、同級生らからは「豚などの家畜の臭いがする」などと言われて軽蔑・疎外されていた。やがてOは空き巣・性的いたずらを繰り返すようになり、中学2年時には女子小学生に対する強制わいせつなどの非行により、北海初等少年院に送致され、約2年間収容された。
中学校を卒業した1972年（昭和47年）春、Oは兄（六男）を頼って上京し、塗装工として働いたが、空き巣（窃盗）や強盗の非行により家庭裁判所に送致され、成人後の1978年（昭和53年）10月31日には東京地方裁判所で窃盗（空き巣22件）、有印私文書偽造・同行使・詐欺などの罪により、懲役2年6月・執行猶予4年の判決を受け、故郷の和寒町に戻った。しかし同判決の1週間後、Oは和寒町内で白昼、留守番中の女性（23歳）に包丁を突き付けて脅迫し、両手を縛って猿轡をするなどした上で強姦し、処女膜裂創の傷害を負わせる強姦致傷の犯行に及び、同年12月27日には旭川地方裁判所で懲役3年6月に処され、前期執行猶予が取り消された刑期も併せて函館少年刑務所に服役した。1984年（昭和59年）5月4日に刑務所を仮出所すると再度上京したが、その翌日には喫茶店で女性の後頸部などに噛みつき、頸部を絞めるなどして傷害を負わせる事件を起こし、罰金80,000円に処された。一方で同月23日ごろには「甲」が経営する甲塗装店に塗装工として就職し、1985年（昭和60年）8月ごろには女性X（当時28歳くらい）と結婚し、Xと彼女の連れ子2人とともに暮らすようになった。
間もなく、Oは妻Xとの間に長男をもうけたが、1986年（昭和61年）4月ごろ - 1988年（昭和63年）7月ごろには空き巣を重ね、同年11月2日には葛飾簡易裁判所で窃盗9件などの罪により懲役1年6月に処され、滋賀刑務所に服役した。1989年（平成元年）9月21日に仮出所したが、仮出所期間中の同年12月に未成年の女性に対する強制わいせつ容疑で逮捕された。この時は甲塗装店の経営者の尽力で示談が成立したため不起訴処分となったが、仮釈放は取り消されて黒羽刑務所で残刑の執行を受けることとなり、妻Xとも離婚。1990年（平成2年）6月1日に黒羽刑務所を満期出所すると再び甲塗装店で働き始め、1991年（平成3年）6月・7月ごろには行きつけのスナックで主婦Yと知り合い、親密な仲になる。そして1992年（平成4年）3月31日には夫と離婚したYと婚姻し、Y方の姓を名乗ることとなった。このころは甲塗装店から月平均約40万円の給料を得ており、妻Yとの夫婦仲も円満で、性生活の面でも格段の不満はなかった。しかし、ギャンブル（パチンコ・競馬など）に凝って常に遊興費などに窮する状態になったが、金銭面に厳しい妻Yにそれ以上の金額を求めることができず、空き巣を働くようになった。また、22歳の時に犯した強姦致傷事件の際に覚えた異常な性的快感が忘れられず、その時と同様の手段で女性を姦淫したい願望を抱いていた。

### 事件
加害者Oは1992年5月 - 9月にかけて東京都足立区内で、遊興費欲しさから3回にわたって空き巣を繰り返したほか、本事件の約40日前には強盗強姦事件を起こした。同事件は、同年9月にOが足立区内のアパートに押し入り、アパートで一人暮らししていた女性（当時19歳）の部屋に侵入し、就寝中の被害者に果物ナイフ（刃体の長さ約10 cm）を突きつけて「騒いだら殺すぞ。金を出せ」などと脅し、おしぼりタオルで猿轡をした上、部屋にあったパンティストッキングで両手を縛り、粘着テープで目隠しをするなどの暴行を加え、被害者を強姦した上で現金約17,000円を強取したものである。一方で同年6月には、本事件（強盗強姦・強盗殺人）の現場となった被害者A宅（東京都国立市東三丁目）の塗装工事を請けたが、その際に顔見知りになった本事件の被害者である主婦A（当時35歳）に対し性的な欲望を覚え、先述のような手口により姦淫したいとの願望を強く抱き、併せて金品を強取することも企図しながらその機会を窺っていた。
そして1992年10月20日（本事件当日）、雨天により仕事が休みになったため、Oはかねてからの企てを実行することを決意。軍手・猿轡用のタオル・布を携行したほか、Aが泣き寝入りせず被害を警察に届け出そうな場合には殺害することも計画し、9時30分ごろにA宅に赴いた。一方、自宅を出た時点では凶器は用意しておらず、A宅へ向かう途中で（凶器として用いた）千枚通しを拾った。
A宅に赴くと、OはA以外に家人がいないことを確認し、在宅していたAに対し「近くまで仕事に来たので立ち寄った」などと口実を構えて上がり込んだ。その後、昼食にラーメンを作るなどして接待してくれたAと数時間雑談などをしながら犯行の機会を伺い、13時ごろに突然Aの口を右手で塞いだ上で、左手でAの左腕を抑え、「静かにしろ。騒ぐと殺すぞ。声を出すな」などと申し向けて脅迫した。Aが「人殺し」と叫ぶと、OはAの前頸部を右手で強く絞めつけ、その態度から「Aは泣き寝入りしない」と判断し、Aを強姦した上で殺害することを決断。タオルなどでAに猿轡をし、洋服タンスから持ち出したネクタイで両手首を縛り上げた上で金品の在り処を訊き出し、手にした千枚通しをAの背中に突きつけて2階の和箪笥前に案内させた。
そして現金24,000円を強取すると、Aを再び1階に連れていき、洋服タンスから取り出した紐などでAの両手首を首の後に回し、首と一緒に縛り上げた上で肉体関係を迫った。Aがこれを拒否すると、OはAのみぞおち付近を拳で力いっぱい3回ほど殴りつけ、押し入れから取り出した敷布団をAの上半身にかぶせた。そして目をつぶり動かなくなったAのジーパンをずり降ろし、台所にあった牛刀（刃体の長さ約15.8 cm）でパンティの両脇を切断して剥ぎ取り、執拗なわいせつ行為を加えた末にAを姦淫した。そして確定的殺意を有した上で、千枚通しで4回ほど（背中を3回ほど＋側胸部を1回）、牛刀で2回（頸部および後頸部を各1回）、それぞれ突き刺し、Aを失血死させた。その後、Oは台所にあった手提げ袋から現金約7,000円を奪ったほか、犯行の発覚を防ぐため、手にした茶碗などから指紋などを拭き取ったり、煙草の吸殻を入れた空き缶などを被害者方（事件現場）から持ち出したりした上で、現場から逃走した。

## 捜査
事件当日（10月20日）15時15分ごろ、被害者Aの長女（当時10歳・小学校4年生）と長男（当時6歳・小学校1年生）が自宅1階6畳居間で、猿轡をされて右手首と首を縛られ、首に包丁を突き刺されて死亡している母親Aの遺体を発見した。警視庁捜査一課は本事件を殺人事件と断定し、立川警察署に特別捜査本部を設置。捜査本部は顔見知り・物取りの両面から捜査した、現場に食事や茶を振る舞った跡が残っていたことから、顔見知りによる犯行と判断した。事件当日の14時40分ごろに現場付近でOに似た男が目撃されていたことに加え、被害者方ではOの勤務先（甲塗装店）が以前塗装工事を請け負い、Oがその工事に関わっていたことが判明したため、Oが被疑者として捜査線上に浮上した。
一方で加害者Oは事件後、15時30分ごろに亀有駅（JR東日本・常磐線）前のパチンコ店へ赴き、同店で遊興中の妻Yを呼び出したが、その際には同年7月23日に死亡したYの母（自身の義母）について「お母さん死んだよね。本当に死んだよね」などと発言した。また、自身は生前の義母と一度も会ったことはなかったにも拘らず、「母が○○と一緒に歩いていて、ずっと自分の後をつけていた。橋のところでサングラスをかけた男がナイフを持って向かってきたので、その男を橋から落とした」などと意味不明のことを言い、涙ぐむなどの異様な言動に及んだ。そのため、YはOを近くの喫茶店へ連れて行って落ち着かせようとしたが、Oはコーヒーも飲まずに体を震わせ、「お母さんが家に来ている。頭の半分が真っ白だ。家には帰らない」などと言ったため、Yは15時50分ごろ、知人女性に電話で「母が本当に死んだのか確かめてほしい。死んでいたら埋葬場所を確かめて折り返し電話してほしい」と依頼。その結果、その女性から「（Yの母は）7月23日に死亡している」という旨の電話連絡を受け、Yは16時ごろにOを自宅に連れ帰ったが、Oは体を震わせ、「玄関に母が来ているから、入れてやれ」などと言ったり、うずくまって右手を激しく震わせるなどした。そのため、YはOの上司である甲と相談した上で19時ごろに救急車を要請し、亀有病院で点滴治療などを受けさせたが、Oはなおも「お母さんが家に来ているから帰ろう」などと譫言を繰り返したため、同夜は病院に泊まった。
Oは事件翌日（10月21日）に帰宅し、22日には仕事に出掛けたが、妻Yに体調不良を訴え続け、24日 - 25日にかけ、Yらとともに義母の墓がある寺（福島県いわき市）へ墓参りに行った。しかし、被害者方で塗装工事が行われていたことを把握した捜査本部により、同月28日には事情聴取を受けた。捜査が身辺に及ぶことを察知したOは、同月28日夜からYとともに家を出て列車で福島県に向かい、同月31日にはいわき市内の神社の境内でYとともに睡眠薬による心中自殺を図ったが、未遂に終わった。Oは軽症だったため、特捜本部がOの退院を待って事情聴取したところ、Oは本犯行を認めた。このため、特捜本部は同月3日夜に本事件における強盗殺人の被疑者としてOを逮捕した。その後、Oは逮捕翌日（11月4日）に東京地方検察庁八王子支部へ送検され、同月23日には強盗殺人などの罪で東京地方裁判所八王子支部に起訴された。

## 刑事裁判

### 第一審・東京地裁八王子支部
被告人Oは捜査段階から引き続き、東京地方裁判所八王子支部で開かれていた公判でも起訴事実を認め、法廷では「被害者の冥福を祈り、罪を償いたい」と話していた。しかし、Oは1993年（平成5年）9月7日に開かれた第5回公判でそれまでの証言を翻し、「自分は以前から被害者と肉体関係があった」などと虚偽の供述を行った。この供述をめぐり、第6回公判（1993年10月29日） - 第8回公判にかけて、弁護人と検察官の間で被告人Oの供述の是非について攻防が繰り広げられた。
結局、Oは1994年〈平成6年〉2月8日に開かれた第9回公判で、「『被害者とは以前から男女の関係があった』という供述は虚偽だった」と述べ、第5回公判以降の供述を撤回したが、Oはそれまで自身の更生のため、多大な援助をしてきた雇主・甲（第一審に証人として出廷した）を「自分に不利な供述を行った」と逆恨みし、第一審判決後も中学2年時の担任教師・乙や控訴審の弁護人に対し、彼を非難する内容を綴った手紙を送っていた。
1994年（平成6年）8月23日に東京地裁八王子支部（豊田健裁判長）で論告求刑公判が開かれ、検察官は「被告人Oは千枚通し・軍手などを事前に用意し、顔・勤務先を知られている被害者Aを口封じのために殺害した。顔見知りのために自身を家に招き入れて飲食を世話してくれた被害者Aの優しさにつけ込み、人命の重さを意に介さずに犯行におよんでおり、極めて悪質。酌量の余地はない」と指摘し、被告人Oに死刑を求刑した。一方、弁護人は次回公判となった第15回公判（1994年9月20日）で、「被告人Oは『被害者Aが泣き寝入りしてくれないか』とも考えており、『抵抗されれば殺そう』と思っていた（＝殺意は未必的なもの）に過ぎない」と主張したほか、「死刑は慎重な適用が必要で、異論がないほど情状が悪い場合に限るべきだ」と主張し、無期懲役刑の適用を求めた。

#### 死刑判決
1995年（平成7年）1月17日に判決公判が開かれ、東京地裁八王子支部（豊田健裁判長）は検察官の求刑通り、被告人Oに死刑判決を言い渡した。同地裁支部 (1995) は「再犯の危険性、改善更生の困難性に照らし、刑事責任は極めて重大」「動機が卑劣かつ自己中心的な点や、殺害の手段・方法が非常に執拗かつ残虐である点に照らせば、被告人Oが強盗強姦・強盗殺人の犯行前にその実行を躊躇った形跡があることなど、Oに有利な事情を考慮しても死刑が相当である」「死刑が究極の刑罰で、生命の尊さが等しく被告人Oにも妥当する普遍の原理であるとしても、O自らの生命をもって罪を償うほかはない」と指摘した。当時、殺害された被害者が1人の殺人事件で死刑が宣告された事例は異例とされた。
判決後、被告人Oの弁護人・二上護は「貧しい生い立ちがOの盗癖などに影響しており、Oには殺人前科はなく、被害者も1人だ。誰をも納得させる判決かどうか疑問」と表明。被告人Oは同月27日までに、量刑不当を理由に東京高等裁判所へ控訴した。

### 控訴審
控訴審は1996年（平成8年）6月に始まった。控訴審でOの国選弁護人を担当した岡部保男は、過去に再審の門を大きく開いた白鳥事件や、財田川事件（死刑囚が再審無罪となった事件）・榎井村事件などといった冤罪事件も含めた多くの重大事件を担当した刑事弁護のベテランであったが、自身が出した手紙に対し、Oが書いた返事には「死刑になりたかった」とあったり、すべてを人のせいにするような姿勢が感じられたことから、当初は死刑が維持される可能性が高いと考えていた。しかし、粘り強く被害者の無念などを諭し続けて反省の心情を引き出すとともに、Oの出身地を3回にわたって訪れ、Oの母や兄、唯一信頼を寄せていた中学時代の担任教諭らの再尋問を実現させ、弁論でも「Oは真摯な反省にたどりついた。人間性を復活する契機をつかんだ」と主張した。一方、Oの死刑を強く望む被害者遺族の感情も強く意識しており、事件の性質から自分が遺族の立場なら強く憤るだろうとも考えていた。
被告人Oは控訴中、弁護人との文通・二十数回にわたる接見を通じ、次第に自身の犯行の重大性や、前科を含む過去の生き方・考え方に問題があったことを自覚するようになり、1996年（平成8年）2月29日には弁護人に対し、死刑を宣告されて命の尊さを思い知らされ、被害者に対する謝罪の心情を綴った手紙を送った。また、控訴審の公判では第一審で被害者Aの名誉を傷つける虚偽の供述をしたことを謝罪したほか、Aや彼女の遺族を含む全被害者に謝罪したい気持ちを繰り返し述べたほか、甲を逆恨みしたことは心得違いだった旨も供述した。一方で控訴審判決 (1997) までに、（1992年9月に発生した）強盗強姦事件の被害者である当時19歳女性への慰謝の措置はされず、それ以前の空き巣3件への被害弁償もされていなかった。

#### 無期懲役判決
1997年（平成9年）5月12日に控訴審判決公判が開かれ、東京高裁第11刑事部（中山善房裁判長）は原判決を破棄（自判）し、被告人Oを無期懲役に処す判決を言い渡した。
東京高裁 (1997) は「犯行の残忍さや動機の身勝手さ、被害者遺族の峻烈な処罰感情や、第一審の段階で被告人Oに真摯な反省の情が見られなかったことなどに照らせば、本事件の犯情は極めて悪質で、被告人Oの刑事責任は誠に重大。Oに対し極刑をもって望むことも十分に考えられる事案であるといわなければならない」「被害者に猿轡を噛ませ、両手を縛るなどして自由を奪い、肉体的・精神的に著しい苦痛を与えた上で強姦に及ぶ手口には、被害者を極限まで辱めたることによって、自己の性的欲望を遂げるという残忍・非情にして異常な嗜虐性が看取される。このような変質的で異常な性衝動は極めて強烈で、Oの人格の一部を形成しているものとみられるところである。同種手口による再犯のおそれは高く、矯正は困難だ」と指摘し、死刑を選択した第一審判決についても「首肯できないわけではない」と理解を示した。しかし、その一方で「被告人Oは中学校卒業ごろまで劣悪な生活環境で生育し、それがOの人格形成に深刻な影響を及ぼしたことは否定できない。また、Oは犯行後に精神錯乱状態に陥り、妻Yとともに自殺を図ったが、その点を考慮すればなお規範的な人間性が僅かに残されていたものと見る余地がある」と指摘した上で、「Oは当審（控訴審）で弁護人や中学時代の担任乙との交流を通じ、次第に自身の生き方・考え方に問題があったことを自覚するようになり、被害者への謝罪の念や、犯行への反省の念を深めていることが認められる。それらの点に照らせば、被告人を死刑に処することについては、熟慮してもなお躊躇せざるを得ず、無期懲役に処して終生、被害者Aの冥福を祈らせて贖罪に当たらせることが相当である」と結論づけた。

### 東京高検が死刑適用を求め上告
刑事訴訟法第405条では、上告理由は憲法違反および判例違反に限定されている。そのため「量刑不当は適法な上告理由に当たらない」とされていることから、当時「検察は無期懲役判決への上告に慎重な姿勢を取っている」とされていた。東京高等検察庁も当初、控訴審判決について「殺害された被害者は1人で、被告人に殺人の前科もない」として、いったんは上告しない方針を決めていた。
しかし、土肥孝治（検事総長）は死刑を回避した同判決について、「被告人Oには真摯な反省の色が見られない」と疑問を示し、上告断念の方針を決めていた東京高検に対し異論を唱えた。これを受け、東京高検（次席検事：甲斐中辰夫）は同判決について、「極めて悪質かつ残虐な犯行で、被告人Oに更生は期待できない。最高裁が連続射殺事件の判決（参照：永山基準）で示した死刑適用の要件に照らしても、死刑をもって処断すべき事案だ」として、同年5月26日に最高裁へ上告した。
その背景にあった出来事は、同年2月に広島高等裁判所が福山市独居老婦人殺害事件（被害者1人の強盗殺人事件：以下「福山事件」）の被告人（過去に強盗殺人事件を起こして無期懲役刑に処され、仮釈放中に福山事件を再犯）に対し、「反省悔悟の情が認められる」として言い渡していた無期懲役判決だった。この福山事件の控訴審判決を受け、堀口勝正（最高検察庁刑事部長）は土肥に対し「（無期懲役の仮釈放中に強盗殺人を犯した被告人に対し、再び無期懲役を適用した判決は）度を超している」「国民が納得できない」と進言し、土肥もそれに同意したため、広島高等検察庁は無期懲役判決事件に対する量刑不当を理由とした上告（当時：戦後2件目）に踏み切った。この異例の上告以降、検察当局は北海道職員夫婦殺害事件や本事件など、高裁が無期懲役判決を言い渡した4件の強盗殺人事件（いずれも死刑求刑）について、相次いで最高裁へ上告した（連続上告）。
上告対象となった5事件の被害者はいずれも1人 - 2人で、死刑と無期懲役を分けるボーダーラインとされていたが、検察当局は当時、下級審が死刑適用を回避する傾向を疑問視し、「近年の裁判所の量刑は軽すぎ、国民感情からかけ離れている」と訴えた。また、「判例違反」の理由については「『永山基準』が示されて以降、最高裁が第一審の死刑判決を維持したか、無期懲役の判決を破棄して死刑を言い渡した控訴審判決を是認した事例は、50件（54人）に達している。そのいずれの判決も、罪質・動機などが極めて悪質な場合は、犯行後の被告人の主観的事情（反省悔悟や改善可能性）で酌むべき事情があっても、他に刑を減軽すべき特段の事情が認められないとして死刑を適用している。それらの判例から見るに、『永山基準』は『死刑選択に当たり、犯罪行為自体の客観的な悪質性（犯罪の結果・影響など）に主眼を置くべきであり、主観的・個別的な事情（被告人の反省など）はさほど重視すべきでない』という形で死刑選択の基準を示し、それが裁判上の指針として定着しており、原判決はそれに反している」と主張した。

### 上告審
最高裁判所第二小法廷は1999年（平成11年）7月21日、本事件および福山事件について、それぞれ上告審の口頭弁論を開くことを決めた。通常、最高裁で弁論が開かれる刑事事件は、控訴審で死刑判決が言い渡された事件か、何らかの形で控訴審の結論が見直される事件とされており、控訴審で無期懲役判決が言い渡された事件について弁論が開かれる事例は異例だった。このため、「最高裁が死刑と無期懲役の境目など、死刑選択基準に関する新たな判断を示す可能性がある」として、法曹関係者から注目された。
本事件の審理は福田博裁判長以下、第二小法廷所属の最高裁判事5人（河合伸一・北川弘治・亀山継夫・梶谷玄）が担当した。最高裁第二小法廷（福田博裁判長）は本事件について、1999年10月29日に口頭弁論を開いた。同日の弁論で、検察官は永山による連続射殺事件の最高裁判例（1983年7月）で示された死刑適用基準（永山基準）を引用し、「落ち度のない家庭の主婦を強姦し、鋭利な牛刀で胸・首を何度も突き刺すという残虐極まりない犯行で、仮に控訴審判決が被害者が1人であることを理由に死刑選択を回避するような判断をしたのであれば、間違った量刑判断だ」と主張。「被告人Oの犯行は、永山判決で示された『極刑がやむを得ない場合』に該当することが明白だ」として判例違反・甚だしい量刑不当を訴え、控訴審判決を破棄するよう求めた。一方、被告人Oの弁護人は「被害者が1人で死刑が言い渡された事件は、被告人に殺人の前科があるケースや、身代金（目的の誘拐殺人）・保険金目的の殺人などで、原判決の無期懲役は判例の傾向に反するものではない。被告人が受ける処罰は、遺族の被害感情などに傾いた重すぎるものであってはならない」と訴え、死刑回避を求めた。
審理を担当した5判事は複数回の合議を経て、上告棄却の結論を出したが、判事の1人は後年に「当時、下級審は『永山基準』で示された9つの判断基準のうち、『被害者の数』を特別に重視する傾向があった。（本事件の上告審判決文に『殺害された被害者が1人でも、極刑がやむを得ない場合はある』という文言が盛り込まれたことについて）『被害者が複数いないと死刑を選択できない』という意味ではないことを明らかにする必要があった」と回顧している。

#### 上告棄却判決
同年11月29日に上告審判決公判が開かれ、最高裁第二小法廷（福田博裁判長）は原判決（無期懲役）を支持して検察官の上告を棄却する判決（以下「福田判決」）を言い渡した。「福田判決」は、検察官の上告趣意を「判例違反をいう点を含め、実質は量刑不当の主張であって、適法な上告理由に当たらない。」と退けた一方、被告人Oの量刑について職権により判断し、死刑適用基準（永山基準）を示した最高裁第二小法廷の判決（1983年7月8日）を引用して「殺害された被害者が一名の事案においても、（『永山基準』にて、死刑を選択すべきか判断する際に考慮すべきものとして示された）諸般の情状を考慮して、極刑がやむを得ないと認められる場合があることはいうまでもない。」と指摘した。
その上で、「福田判決」は「極めて卑劣かつ自己中心的な動機に基づく犯行で、殺害の手段・方法も非常に執拗かつ残虐な点に照らせば、被告人Oの刑事責任は極めて重い。また、前科（強姦致傷など）や本件強盗強姦の犯行から窺える被告人Oの犯罪性（特に性犯罪への親近性）には顕著なものがある」と指摘し、第一審判決が死刑を選択したことについて「首肯し得ないではない」と理解を示した。しかしその一方で、「強盗強姦は計画的犯行であったが、殺人については事前に周到に計画されたものとは言い難い。また、被告人Oが安易に被害者を殺害したことは否定できないが、それまでに他人の殺害や重大な傷害を目的とした犯行はなく、その種の犯罪への傾向は顕著とはいえない」と指摘し、「死刑を選択すべきか判断する際に考慮すべき諸事情を全般的に検討すると、被告人Oに無期懲役を言い渡した原判決を破棄しなければ著しく正義に反するとまでは認められない」と結論づけた。
結局、「連続上告」5事件のうち、本事件を含む4事件（福山事件を除く）はいずれも最高裁で上告棄却の結論が出された。一方、唯一上告が容れられた福山事件については、同年12月10日に同小法廷（河合伸一裁判長）で原判決破棄・差戻判決が言い渡された。

## 評価
「福田判決」を受け、新聞各紙は社説およびコラムで以下のように評価・指摘している。
- 『読売新聞』（読売新聞東京本社） - 「最高裁が1983年に死刑適用基準として『永山基準』を示した判例以降、下級審では被害者が少数（特に1人）の場合、より死刑に慎重な姿勢が出ているが、今回の『福田判決』で示された『被害者が1人の事案でも、死刑の選択がやむを得ない場合はある』という一行は、下級審が噛みしめるべき一行である」[44]
- 『朝日新聞』（朝日新聞社：記者・豊秀一） - 「『福田判決』は、死刑とした一審の判断にかなりの理解を示したようにも読むことができる。検察側がいうように『被害者が1人の場合に下級審は死刑選択を避けている』という『寛刑化』の傾向があるとすれば、一連の最高裁の判断が（『寛刑化』の傾向に対する）一定の歯止めになるとみることも可能だろう」[65]
- 『東京新聞』（中日新聞東京本社） - 「検察側は『被害者数は唯一絶対のメルクマール（指標）ではない』と強調するが、被害者数は『永山基準』の中でも量刑判断の要素として重大な意味を持つのは事実だ。ある刑事裁判官は『今回の最高裁の判断（福田判決）により、殺人の前科がなく、被害者が1人の場合には死刑判決は躊躇せざるを得ない』と話している」[66]
- 『産経新聞』（産業経済新聞社：記者・井口文彦）
  - 「（『福田判決』と福山事件の上告審判決を踏まえ）強盗殺人の前科があった福山事件の被告人は無期懲役が覆された一方、殺人や重大な傷害を目的とした前科がなかった本事件の被告人は無期懲役が維持された。最高裁が死刑適用にあたって、『他人の殺害を目的とした犯罪への傾向の強さ（再犯性）』を重視していることが浮かび上がった」[16]
  - 「（『福田判決』が『被害者が1人でも死刑がやむを得ない事案はあり得る』と判示した点について）被害者数が量刑判断の大きな基準になっているが、検察側はこれを『被害者が1人なら死刑にならないという神話が独り歩きしている』と批判していた。人数神話を否定した最高裁の判示は、全国の裁判所に死刑選択への毅然としたスタンスを促す意味で大きな影響を与えるだろう」[16]

一連の「連続上告」を決断した堀口は、『読売新聞』記者の取材に対し、「（連続上告により）それまでの裁判官の判断を抑圧してきた、極刑に慎重な流れのようなものを取り払った意味は大きかった」と回顧している。
本事件の第一審（東京地裁八王子支部）に左陪席裁判官として関与していた森炎（弁護士）は、著書『死刑と正義』 (2012) にて、「地裁支部の死刑判決は、当時の死刑の基準（被害者が1人の場合は、身代金目的誘拐殺人など、ごく特殊な類型の殺人に限り、例外的に死刑を適用する）と比べれば、確かにわずかに逸脱していた。しかし本事件は被害者本人 (A) だけでなく、残された夫や子供たちの人生をも完膚無きまでに破壊し、彼らにも死に勝るような苦痛を与えている。一審判決はその点で、『死刑基準からのわずかな乖離は埋められる』と判断したが、高裁・最高裁ともその判断を『許されざる価値判断』と否定した」と評した。その上で、「職業裁判官の死刑基準の下では、まず『被害者の数』が最優先され、その次に『金銭目的の有無』『計画性』が重視される。3人以上殺害ならほとんど死刑が適用され、2人殺害でも金銭目的の場合は死刑になる可能性が高い一方、被害者が1人の場合、死刑が適用される事例は身代金目的誘拐殺人・保険金殺人や計画的な強盗殺人など、『金銭目的』『計画性』の双方を有した事件にほぼ限られている」「本事件は統計的に見た場合、被害者の数（1人）という点だけで、死刑を適用される確率はほとんどなかった。計画性も強姦はともかく、殺害については必ずしも計画的犯行とはいえない面があったため、職業裁判官一般の感覚からすれば、普通の感覚とは異なり『死刑にならないほうが当たり前』とされる事件だった」と分析している。
検事総長として本事件の上告を指揮した土肥孝治 (2008) は、Oが中学時代から性犯罪を含む犯罪（特に1978年の強姦致傷事件）を繰り返し、本事件の起訴時にも強盗強姦・窃盗事件が併せて起訴された点や、（後述の光市母子殺害事件を含め）当初から強盗・強姦を計画していたわけではなかったが、被害者から激しく抵抗されたり、犯行が発覚する虞があったりして、最終的に殺害にまで及んだ事例が多い点を挙げ、「福田判決」が上告棄却の理由として、「他人の殺害や重大な傷害を目的とした犯行はなく､ それらの犯罪への傾向が顕著であるとはいえない」と判示した点に疑義を呈している。

### 上告審判決が影響した後の判例
東京高裁は本判決後の2000年2月、同様に殺害された被害者が1人であるJT女性社員逆恨み殺人事件（1997年発生）の被告人に対し、無期懲役とした第一審判決を破棄自判して死刑を言い渡したが、同判決では「福田判決」を引用し、「『永山基準』を示した最高裁判決（1983年）は、死刑選択の基準の1つとして『結果の重大性』を挙げ、それに関連して被害者の数を基準要素としてはいるが、必ずしも絶対的な基準ではない。殺害された被害者が1名の事案でも、極刑がやむを得ないと考えられる場合があることはもちろんである」と指摘した上で、「同事件は極めて計画性が高く、動機も被告人による強姦被害に遭った旨を本事件の被害者が警察に届け出たところ、それにより刑務所に服役することとなった被告人が一方的に被害者の対応を逆恨みしたもので、極めて理不尽かつ身勝手なものだ。その動機の悪質さは保険金・身代金目的の殺人と変わらない」と判示している。
また、最高裁第三小法廷は2006年（平成18年）6月20日に言い渡した光市母子殺害事件（1999年発生）の上告審判決で、無期懲役を適用した控訴審判決（2002年3月14日・広島高裁）を破棄差戻とした。同判決は、「強姦目的で2人の人命を奪った犯行の罪質は甚だ悪質であり、動機・経緯に酌むべき点はない。特に酌量すべき事情がない限り、死刑を選択するほかない事件である。原判決および第一審判決は被告人の犯行当時の年齢（18歳）や、不遇な生育環境に加え、事件後に反省の念を持ち、矯正教育による改善更生の可能性があることなどを挙げ、『死刑を回避すべき事情』として指摘しているが、死刑を回避すべき決定的な事情とまではいえない」と判示した。また、本事件の「福田判決」は「強盗強姦はともかく、殺人は計画的なものではなかった」と指摘している一方、光市事件の上告審判決 (2006) は「被害者の殺害について計画性はなかったが、被告人は強姦という凶悪事犯を計画し、その実行および犯行発覚防止のために被害者の殺害を決意して実行しており、偶発的なものとまではいえない。その点を考慮すれば、同事件では殺害の計画性がなかったことは死刑回避の決定的事情とまではいえない」と指摘している。
土肥 (2008) は、逆恨み殺人事件および光市事件の判例を「『殺害された被害者が1人でも死刑がやむを得ない場合はある』『主観的事情は過度に重視すべきでない』と判示した本判決が量刑の判断に影響した事件」として挙げている。